# Gordexola
Gordexola è un comune spagnolo di 1 511 abitanti situato nella comunità autonoma dei Paesi Baschi, nel nord della Spagna.